# 東京都道441号池袋谷原線

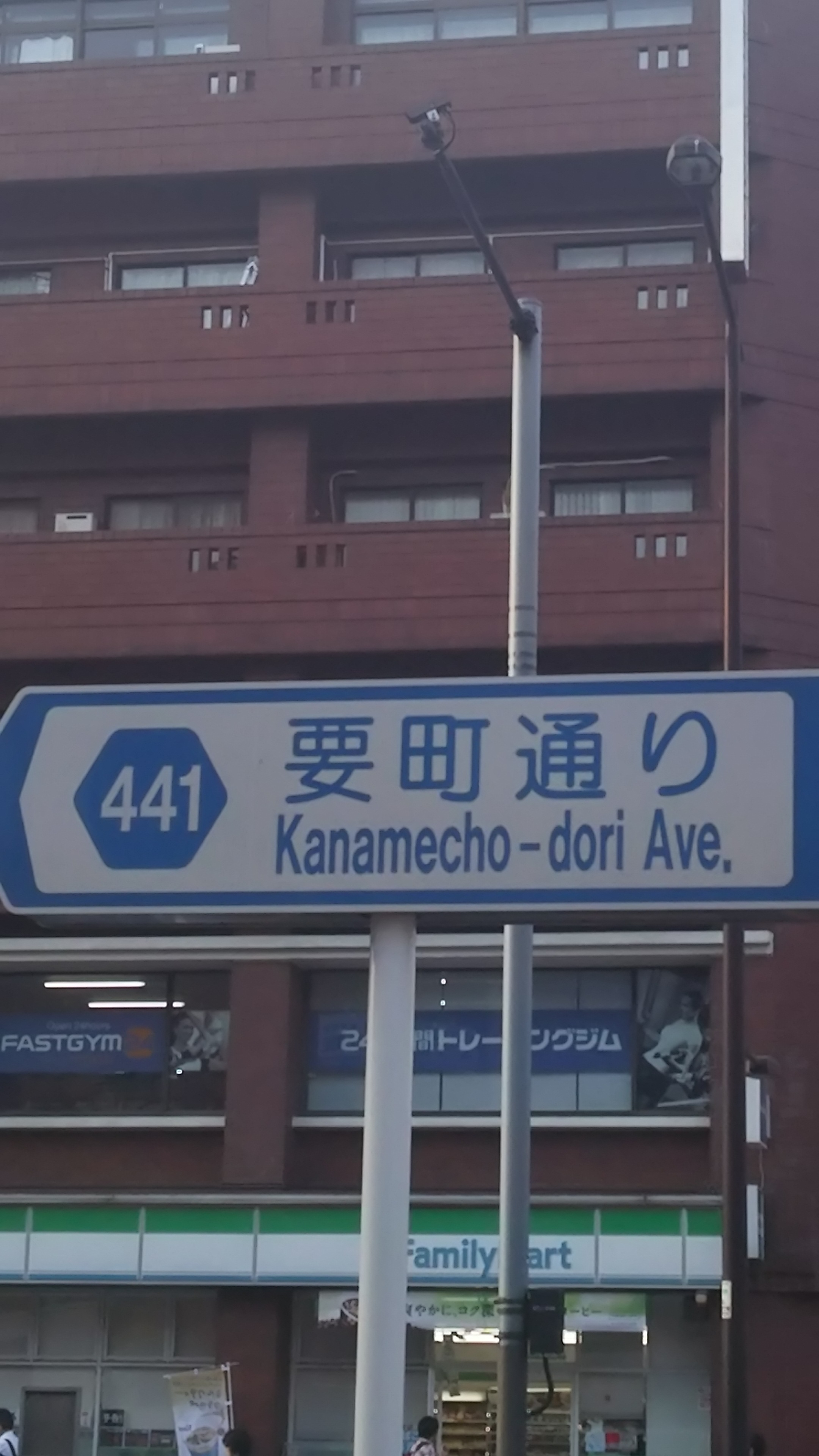
要町1丁目交差点付近（2017年4月）

東京都道441号線池袋谷原線（とうきょうとどう441ごう いけぶくろやはらせん）は、東京都豊島区と練馬区を結ぶ特例都道である。板橋区から練馬区にかけて未成区間が存在する。また、豊島区内には支線も存在する。

## 起点・終点
本線
- 起点：池袋六ツ又陸橋交差点 - 国道254号（春日通り・川越街道）、明治通り（東京都道305号芝新宿王子線）、東京都道435号音羽池袋線 ※かつては起点から池袋大橋を渡り、線路沿いに池袋駅北口前、池袋西口駅前、西口五差路交差点、要町一丁目交差点と至るルートだったが、現在この区間は豊島区道に移管されている。距離標（ヘクトポスト）や東京都の地界標が残っている。要町から先の距離標もこの旧ルートを基準にしている。現在の起点からのルートは、明治通りに重用して南下し、池袋東口前を通過して南池袋一丁目交差点に至るものとなっている。[1]
- 終点：谷原交差点 - 東京都道8号千代田練馬田無線（目白通り・富士街道）、東京都道24号練馬所沢線（目白通り）、東京都道443号南田中町旭町線（笹目通り）

支線
- 起点：池袋警察署前交差点　※0.005kmの距離標が設置されている。
- 終点：長崎一丁目交差点 - 東京都道317号環状六号線（山手通り） ※この先の区間でも東京都市計画道路幹線街路補助線街路第172号線（通称・補助172号線）が事業中であり、長崎5丁目付近で東京都道420号鮫洲大山線に至り、南下して東京都道8号千代田練馬田無線に接続する計画である。

## 通過する自治体
- 東京都
  - 豊島区
  - 板橋区
  - 練馬区

## 通称
- 池袋大橋（起点 - 池袋駅北口）
- 要町通り（池袋駅西口 - 武蔵野病院前交差点）[注 1]
- 正久保通り（旧埼玉道:氷川台駅前 - 平和台駅前交差点）
- 環八通り（旧富士街道、旧ふじ大山道:平和台駅前交差点 - 練馬春日町駅付近）（東京都道311号環状八号線との重複区間）
- 富士街道（旧ふじ大山道:練馬春日町駅付近 - 終点）
- 西池袋通り（支線、池袋警察署前交差点 - 長崎一丁目交差点） [注 2]

## 重複区間
- 平和台駅前交差点 - 練馬春日町駅付近（東京都道311号環状八号線）

## 未成区間
- 武蔵野病院前交差点 - 氷川台駅前間（東京都市計画道路放射第36号線として現在建設計画中）

## 狭隘区間
- 練馬春日町駅手前 - 谷原交差点（終点）

## 交差する主な道路
- 国道254号（春日通り・川越街道）、東京都道305号芝新宿王子線（明治通り）、東京都道435号音羽池袋線：池袋六ツ又陸橋交差点
- 東京都道317号環状六号線（山手通り）：要町一丁目交差点
- 東京都道420号鮫洲大山線：要町三丁目交差点
- 東京都道318号環状七号線（環七通り）：武蔵野病院交差点
- 東京都道311号環状八号線（環八通り）：平和台駅前交差点
  - （この間重複区間につき略→東京都道311号環状八号線を参照
- 東京都道311号環状八号線（環八通り）：練馬春日町駅手前
- 東京都道443号南田中町旭町線（補助172号線）：練馬春日町交差点
- 東京都道8号千代田練馬田無線（目白通り・富士街道）、東京都道24号練馬所沢線（目白通り）、東京都道443号南田中町旭町線（笹目通り）：谷原交差点

## 主な駅
- 池袋駅（JR埼京線・山手線・湘南新宿ライン、東京メトロ副都心線、東京メトロ丸ノ内線、東京メトロ有楽町線、東武東上線、西武池袋線）

東京メトロ副都心線、東京メトロ有楽町線
- 要町駅
- 千川駅
- 小竹向原駅
- 氷川台駅
- 平和台駅

- 練馬春日町駅（都営大江戸線）

## 周辺の施設
本線
- 豊島清掃工場
- ビックカメラ 池袋西口店
- 池袋芸術劇場
- 要町病院
- 豊島区立要小学校
- ライフ 千川駅前店
- 板橋区立向原小学校
- 練馬区立小竹小学校
- 練馬区立開進第一中学校
- 練馬区立開進第一小学校
- ヨークマート

支線
- 池袋警察署
- 立教大学
- 豊島区立池袋第三小学校
- 豊島区立西池袋中学校